# إسماعيل السفاك
إسماعيل السفاك بن يوسف الأخيضر هو إسماعيل بن يوسف بن إبراهيم بن موسى بن عبدالله بن الحسن بن الحسن بن علي بن أبي طالب الهاشمي القرشي. قام بثورة ضد العباسيين، حينما خرج إسماعيل سنة 251هـ، في أعراب الحجاز وقصد مكة وقتل عساكر المعتز في مكة وتوجه بعدها إلى المدينة وحاصرها ثم رجع إلى مكة وحاصرها لمدة شهرين ثم رحل إلى جدة ومنها عاد إلى مكة وقاتل جيش المعتز في عرفه.
توفي إسماعيل بن يوسف في سنة 252هـ، بعد أن أصيب بالجدري وعمره عند وفاته اثنتين وعشرين سنة ولم يكن له عقب، وولي مكانه أخوه الاخيضر محمد.

## الظهور
كانت بداية ظهور إسماعيل السفاك على مسرح الأحداث السياسية في تهامة سنة 251 هـ/ 862 م، حين تزعم ثورة ضد الدولة العباسية، وهاجم مكة. فاضطر أميرها آنذاك، جعفر بن عيسى بن موسى العباسي القرشي، إلى الهرب، وتمكّن إسماعيل بعد أن قتل بعض جند الأمير ومن ساعدهم من نهب دار الإمارة ومنازل أعوان الأمير، واستولى على أموال كانت قد أُرسلت من قبل الخلافة إلى مكة لإجراء إصلاحات بعين زبيدة .
ظل إسماعيل وأتباعه بمكة نحو خمسين يوماً، عاثوا خلالها فساداً في مكة، نهباً وقتلاً وحرقاً، ثم خرجوا منها وتوجّهوا نحو المدينة المنورة. وكانت أخبار إسماعيل قد بلغت المدينة، فأحدثت عند أهلها فزعاً وغضباً، وبخاصة بعد أن قرّر أميرها وحاشيته الهرب خوفاً منه .
وأما أهل المدينة المنورة، فقد قرروا المقاومة والصمود، فحصّنوا مدينتهم واستعدوا للدفاع عنها. وعندما وصل السّفّاك، فرض حصاراً على المدينة وأخذ في مهاجمتها، وقد أظهر أهلها صموداً وبسالة، ونجحوا في صد المهاجمين على الرغم ممّا نالهم من عناء .
عاد السّفّاك إلى مكة ، لكن أهلها قرروا مقاومته هذه المرة، بعدما نالهم من عناء حين دخل إسماعيل بن يوسف السّفّاك وأتباعه مكة في المرة السابقة، وشجعهم على ذلك نجاح أهل المدينة المنورة في صدِّه.
فرض السّفّاك حصاراً على مكة استمر نحو شهرين، نال أهلها منه عناءً وبلاءً عظيمين، ومات بسببه أهل مكة جوعاً وعطشاً. وبعد أن عجز عن اقتحام مكة، توجه إلى جدة، واستولى على ما فيها من أموال التجار وبضائعهم .
قام الخليفة العباسي المعتز بن المتوكل (251 - 255 هـ/ 862 - 866 م) بأرسال جيش بقيادة محمد بن أحمد بن عيسى، وعيسى بن محمد المخزومي القرشي. ووصل الجيش إلى مكة قبيل موسم الحج سنة 251 هـ/ 862 م، في حين كان إسماعيل بن يوسف في جدة.
تحرك السفاك لمواجهة الجيش العباسي، ودارت بين الطرفين معركة في يوم عرفة على صعيد عرفات، هزم فيها الجيش العباسي، ووقع السلب والنهب والقتل في الحجّاج على يد إسماعيل بن يوسف السّفّاك وأتباعه. فقتل أكثر من ألف حاج، وهرب آخرون دون أن يتموا حجهم. وعاد إسماعيل بن يوسف السّفّاك إلى جدة .
وبقي أهل مكة والمدينة يترقبون أخبار إسماعيل بن يوسف السّفّاك ويخشون عودته لمهاجمتهم، حتى جاءت الأخبار بإصابته بمرض الجدري، ثم وفاته في سنة 252 هـ/ 863 م، وكان عمره اثنين وعشرين سنة .
بعد وفاة إسماعيل (السّفّاك) خلفه أخوه محمد (الأخيضر الصغير) في قيادة الثورة الأخيضرية. ومحمد أكبر من إسماعيل بنحو عشرين عاماً ، قد تجاوز الأربعين حين خلف أخاه. وكانت الخلافة العباسية قد أدركت مدى خطورة هذه الثورة وقوتها، فأرسلت جيشاً آخر إلى تهامة أكثر قوة واستعداداً من سابقه، وأسندت قيادته إلى أبي الساج لأشروشني، وهو أحد القادة الأتراك الكبار.
وقد استطاع هذا الجيش إلحاق الهزيمة بمحمد الأخيضر. وحينئذ قرر الأخيضر الانسحاب من تهامة والهرب نحو اليمامة ، لإدراكه عدم قدرته على الصمود أمام هذا الجيش، ولمعرفته أن أهل تهامة وأهل الحجاز أصبحوا يكنّون كرهاً وتذمراً لقيادة هذه الثورة وأتباعها بسبب الأفعال السيئة التي قاموا بها.